# 赵伟 (仪王)
參數所指定的目標頁面不存在，建議更正成存在頁面或直接建立下列一個頁面（建立前請先搜尋是否有合適的存在頁面可以取代）：
- 仪王

赵伟（1082年—1082年），宋朝皇子、儀王。宋朝第六代皇帝宋神宗赵顼的第十子，生母郭夫人。

## 生平
元豐五年（1082年）出生，第二天就薨逝，没有序齿取名追封。元符三年（1100年）三月，其十一弟端王赵佶即位为宋徽宗之后，追賜名十哥名赵伟，贈太師、尚書令，追封儀王。《宋史 列传第五 宗室三》作燕王趙俁为宋神宗第十子，但是考察宋神宗的几个儿子的生辰：吴王趙佖生于元豐五年七月，仪王赵伟生于元豐五年、月不详，徽宗赵佶生于元丰五年十月，燕王赵俣元豐六年九月。赵伟才是第十子，赵俣是第十二子。。《宋史》的写法可能是因为略过了赵伸、赵伟这两个因死产而没有序齿的皇子。

## 母
才人郭氏，初封淮阳郡君，元符三年正月为才人。